# 土耳其裔埃及人
土耳其裔埃及人，又稱突厥－埃及人，是指為突厥後裔的埃及人，他們在奥斯曼帝國解體後仍生活在埃及。
在埃及革命前，埃及上層階级和統治階级多数是土耳其人和切爾克斯人，他們是奥斯曼帝國統治時期來到的土耳其人後裔。

## 歴史
十世纪後期，埃及已有突厥人當馬木路克，直到塞利姆一世在1517年併入奥斯曼帝國，一些移民到此地的土耳其人成為貴族。
今天，他們的後代繼續生活在埃及，仍然認為自己是土耳其人或土耳其-埃及混血兒，儘管他們也完全融入了埃及社會。

## 人口
在埃及的土耳其人人口大概100000-1500000人。